# Foc de la Bisbal

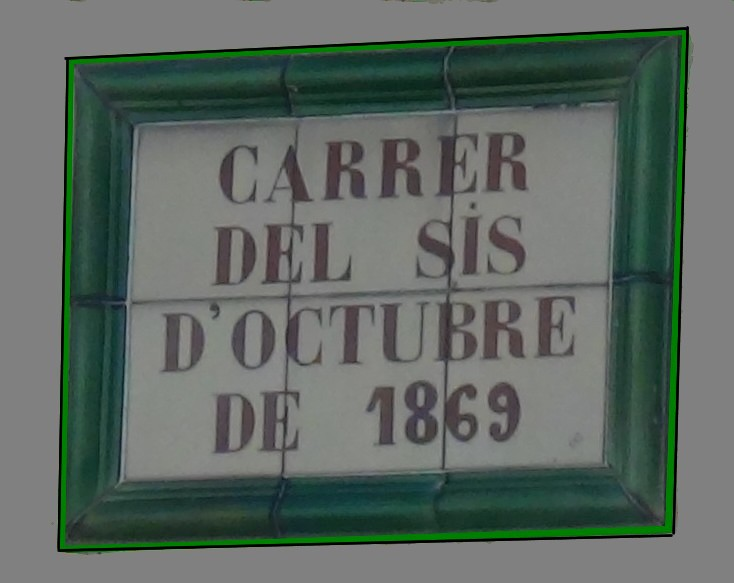
Placa de la calle 6 de octubre de La Bisbal del Ampurdán

El foc de la Bisbal o Hechos del 6 de octubre fue el enfrentamiento más importante ocurrido durante el levantamiento federalista de 1869 y que tuvo lugar en La Bisbal del Ampurdán el 6 de octubre de ese año. Se  enfrentaron las tropas del gobernador militar de Gerona y una partida armada republicana de unos dos mil hombres que se habían hecho fuertes en la ciudad. La mayoría de los efectivos republicanos eran menestrales de la industria del alcornoque.

## Contexto
En 1868 fue destronada Isabel II. La nueva monarquía constitucional, liderada por Amadeo de Saboya, no tenía aceptación y el país vivía un periodo de gran agitación. Este periodo, denominado el Sexenio Revolucionario, duró hasta la instauración de la I República en 1873. Francisco Suñer (Rosas, 1828-1898), el día 3 de octubre del año 1869 en Figueras, proclamó la constitución de una junta revolucionaria  dirigida por Pedro Caymó y Bascós (San Felíu de Guixols, 1819-1878) del Partido Republicano Democrático Federal. Defendían un modelo político similar al de Estados Unidos de América.
La consigna que recibieron fue la de ir a ocupar la ciudad de Gerona, pasando por La Bisbal del Ampurdán donde se concentrarían cuatro compañías formadas por 400 hombres procedentes de San Felíu de Guixols, Castillo de Aro, Calonge, Palamós, Llagostera, Cassá de la Selva y Fenals.

## Los hechos
Después de la proclama de Figueras hecha por Francesc Sunyer y Capdevila el 3 de octubre de 1869, se constituyó una Junta Revolucionaria dirigida por el diputado por Gerona del Partido Republicano Democrático Federal Pere Caimó y Bascós, que el 4 de octubre proclamó la República Democrática Federal. 
El ministro de la Gobernación, enterado de que el día 6 de octubre de 1869 se quería llevar a cabo un acto de insurrección contra el gobierno monárquico y que varias tropas pasarían por La Bisbal, dio instrucciones al Gobernador de la provincia de Gerona para que estas fueran transmitidas al alcalde de La Bisbal. El alcalde fue convocado el 2 de octubre en Gerona.
Al volver a la ciudad propuso hacer una reunión urgente con todos los regidores el día siguiente, día tres a las tres de la tarde. Informó de las indicaciones recibidas, una de ellas era que tenían que reunir a voluntarios de la Libertad de la villa.
Enterado de este propósito, las tropas gubernamentales bajo el mando del General Crespo formaron una columna de militares y se dirigieron a La Bisbal para impedir que los republicanos pudieran avanzar. Bajo el grito de: “Nois, foc!”, se inició la batalla el día 6 de octubre de 1869. Este día las tropas gubernamentales atacaron la villa, pero los republicanos se defendieron enconadamente, y los obligaron a retroceder. Como represalia asesinaron a población civil.
Tras dichas acciones, el brigadier Romualdo Crespo ideó un estratagema e hizo prisionero  a Pere Caimó cuando fue a parlamentar con los militares. Ante la amenaza de fusilar a Caimó y el anuncio de la llegada de refuerzos gubernamentales desde Barcelona, los sublevados se dispersaron el 9 de octubre. En total se produjeron 9 muertos y 60 heridos, y Caimó fue llevado prisionero a Gerona por los militares, donde fue condenado a muerte en un consejo de guerra. Finalmente la pena impuesta por el general Delgado fue el destierro.

## Hospital de campaña
Uno de los documentos que hablan con más detalles de este conflicto armado es la crónica de Pere Caimó. Para atender a los heridos, además de disponer del Hospital de la Bisbal, se  improvisó otro de campaña u hospital de sangre como eran denominados. Estaba situado en la zona de can Tunyeca, una zona próxima a la carretera Palamós - la Bisbal, donde se habían construido barricadas, porque era una entrada a la población. Una nota de prensa publicada al diario Nuevo Distrito del día 26 de abril del año 1908, daba esta información. Estos hospitales improvisados disponían de recursos precarios, su función era de apoyo y contaban con personal voluntario. Entre las voluntarias se encontraban Anna Rocas Abrich e Isabel Vilà i Pujol.
Según Pere Caimó,  hubo entre ocho y diez muertos en el campo de batalla y unos ochenta heridos de ambos bandos, pero también se dan cifras más altas. Una estrofa de la canción del 6 de octubre dice: “Encara és alba fosca, se’n van ja espaborits, duhent vintidós carros de morts i ferits”.
El diario Nuevo Distrito del día 26 de abril del año 1908, publicaba la siguiente información:

Acometida repentinamente debido a un ataque gripal murió el miércoles, día 22 del corriente, a la edad de 64 años, Ana Rocas Abrich, esposa de nuestro querido amigo y correligionario Zacarías Siro. El día 6 de octubre de 1869, encontrándose los republicanos federales de esta comarca acaudillados por Cayma en lucha armada con las tropas del Gobierno provisional, la señora Ana Rocas, se convirtió en heroína del pueblo de la Bisbal, donde ir acompañando a su marido en los peligros de la lucha y con la función de auxiliar a los heridos de uno y otro bando. Durante esta benemérita trabajo se mostró tan experta y animosa que a ruego de los facultativos del hospital de sangre, continuó prestándoles su valerosa ayuda hasta el día siguiente, con el aplauso y gratitud de todos los jefes de servicio, siendo desde entonces la primera en acudir al auxilio de todas desgracias que llegaran a comunicarle a su ciudad natal de Palafrugell donde era muy querida.
En reconocimiento de estos méritos contraídos por la señora Rocas de Siro, fue que el Ayuntamiento la prefiere en el empleo que ya de vieja solicitó para el cuidado de la limpieza del mercado público, trabajo que cumplía con satisfacción por en todo el vecindario y con la ayuda de su esposo. A éste y familia los acompañamos en el justo dolor que los embarga por tan sensible pérdida.

Pere Caimó, caudillo de los federales ampurdaneses publicaba el siguiente relato sobre Isabel Vilà i Pujol: 

Ya de noche, emprendimos la marcha sobre la Bisbal, desde donde se nos llamaba con gran insistencia, llegando a esta villa a las diez de la misma noche. No puedo dejar de mencionar un hecho que honra en gran medida al bello sexo de nuestra provincia. Con los republicanos de Llagostera vino una joven de esta población, llena de juventud, ya que no había cumplido los dieciocho años, llamada Isabel Vilà, joven virtuosa y ferviente republicana, que desde largo tiempo se venia desempeñando en proveerse de hilos, vendajes y todo lo necesario para el cuidado de los heridos en el campo de batalla, previendo que sus preparativos podían ser algún día de inmensa utilidad. En afecto, ese día llegó y abandonando la tranquilidad y las dulzuras del hogar doméstico, "trócolas" gustosa la joven heroína por los azares de la campana. Su asidua asistencia hacia los heridos de la Bisbal, quedará siempre grabada en nuestra memoria con los indelebles caracteres de la gratitud. Tanta abnegación y patriotismo bien merecen una distinguida página en los fastos de la insurrección republicana. Excusado sería añadir que todos la respetaban como la más querida de las hermanas "..

## Panteón en memoria a las víctimas
Los bisbalenses que murieron luchando o por motivos derivados del conflicto fueron enterrados en el cementerio viejo. En el año 1888 el municipio quiso rendirlos homenaje y por este motivo encargaron al escultor Ramón Casal la construcción de un monolito conmemorativo, monumento hecho de piedra artificial de base cuadrada que se estrecha a medida asciende, dándole una estética de obelisco. En su parte superior fue depositada una urna donde se guardan los restos de los fallecidos. Los gastos económicos generados por esta obra, fueron sufragados a través de las aportaciones de los habitantes de la Bisbal.
En el año 1931, el panteón fue trasladado al nuevo cementerio, en un desvío de la carretera que va de la Bisbal al pueblo de Fonteta (Forallac).
Durante el curso escolar 2012-13, un grupo de alumnos de la Bisbal que cursaban la Enseñanza Secundaria Obligatoria (ESO de 12 a 14 años), presentó un proyecto para proceder a la rehabilitación del monolito y al mismo tiempo formalizar el apadrinamento de este simbólico mausoleo con el objetivo de preservarlo con buenas condiciones.